# Parapallene longipes
Parapallene longipes är en havsspindelart som beskrevs av Calman, W.T. 1938. Parapallene longipes ingår i släktet Parapallene och familjen Callipallenidae. Inga underarter finns listade i Catalogue of Life.